# Richard Daniel Alarcón Urrutia
Richard Daniel Alarcón Urrutia (Lima, 10 de abril de 1952) é arcebispo de Cuzco.
Richard Daniel Alarcón Urrutia entrou na Ordem Franciscana em 1969 e fez sua profissão em 15 de maio de 1976. Em 8 de dezembro de 1976 foi ordenado sacerdote. Em 20 de abril de 1993 foi incardinado no clero da Diocese de Tarma. De 1993 a 2001 foi vigário geral desta diocese.
O Papa João Paulo II o nomeou Bispo de Tarma em 13 de junho de 2001. O arcebispo de Ayacucho o Huamanga, Luis Abílio Sebastiani Aguirre SM, concedeu-lhe a consagração episcopal em 21 de julho do mesmo ano; Os co-consagradores foram Rino Passigato, Núncio Apostólico no Peru, e Luis Armando Bambarén Gastelumendi SJ, Bispo de Chimbote.
O Papa Francisco o nomeou Arcebispo de Cuzco em 28 de outubro de 2014. A posse ocorreu em 4 de janeiro do ano seguinte. O arcebispo Alarcón foi presidente da Caritas Peru (Caritas del Perú) até março de 2018.